# Herzog & de Meuron

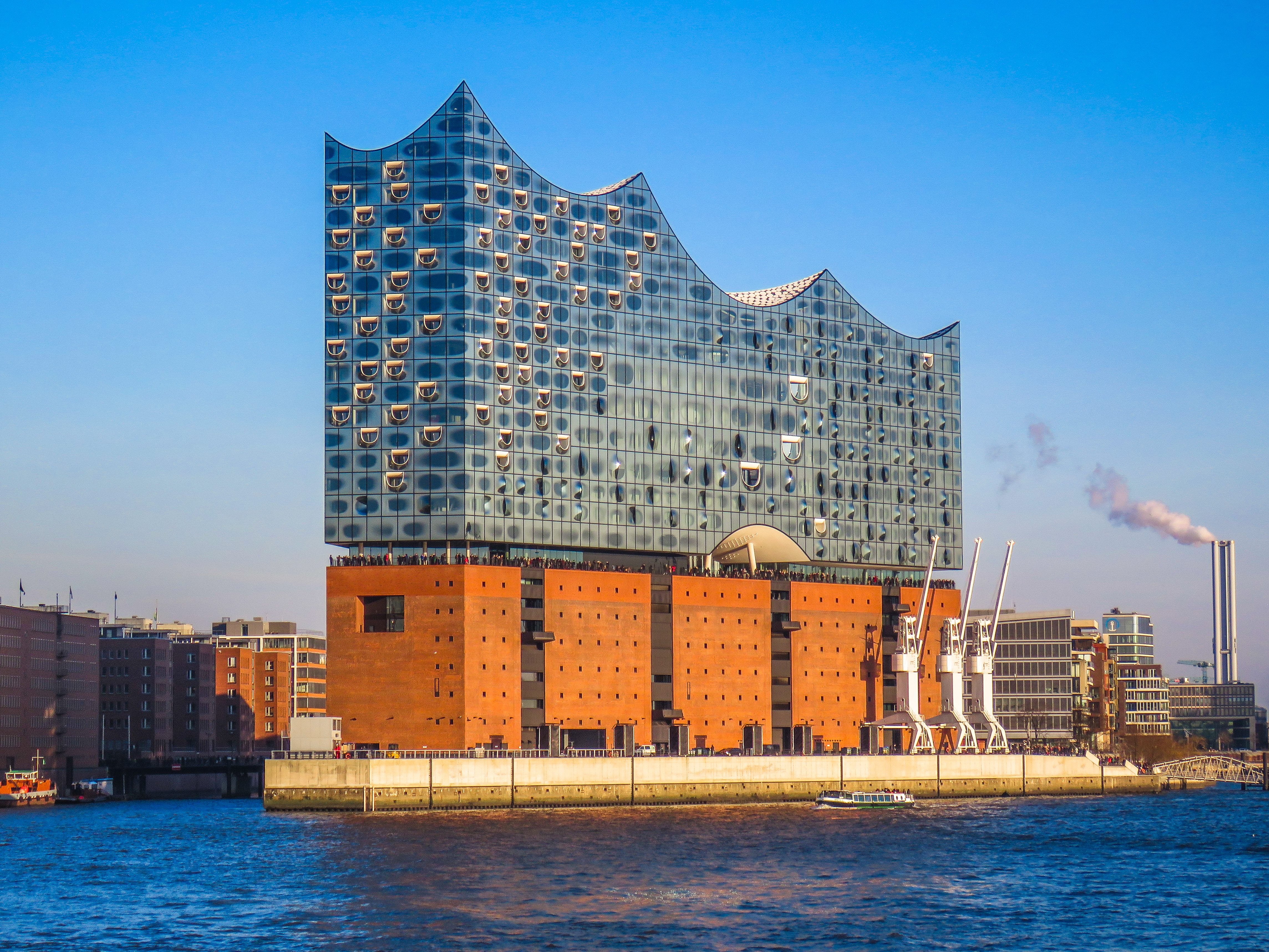
Elbphilharmonie in Hamburg (2016)

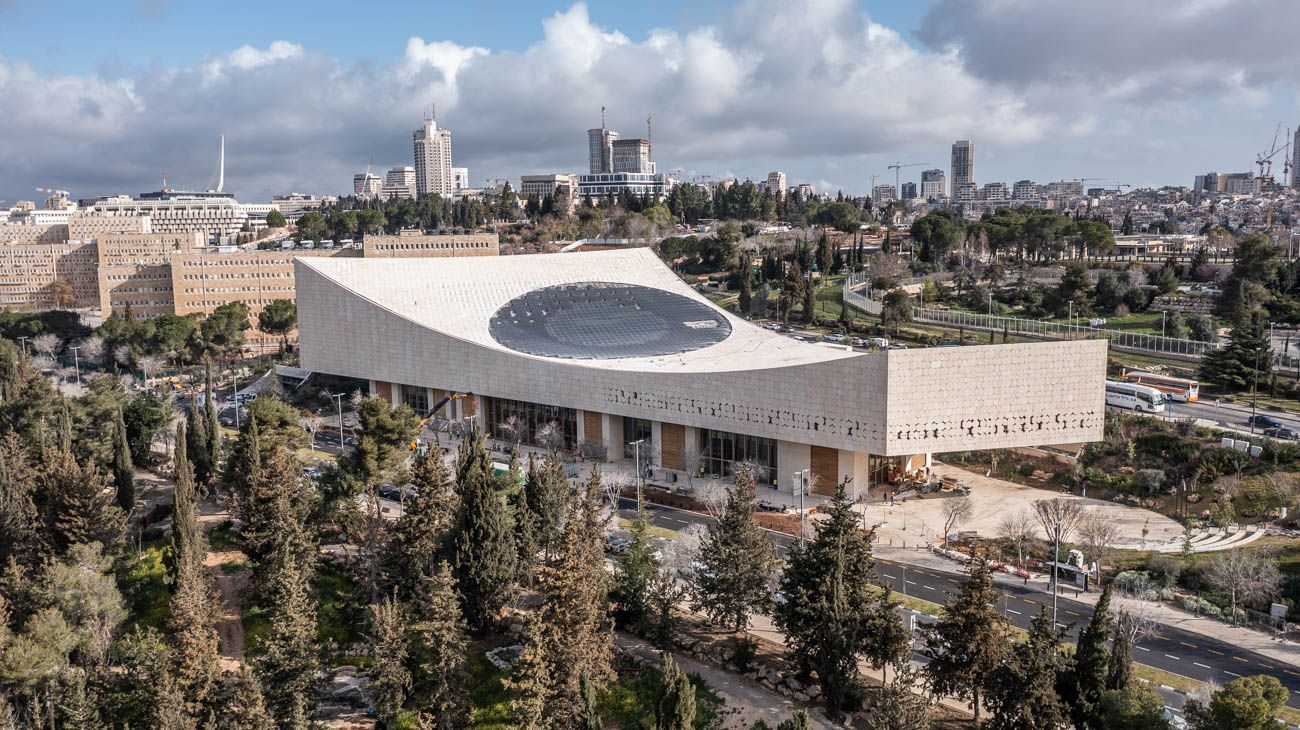
Israelische Nationalbibliothek in Jerusalem (2023)

Herzog & de Meuron ist ein 1978 von den Schweizer Architekten Jacques Herzog (* 19. April 1950 in Basel) und Pierre de Meuron (* 8. Mai 1950 in Basel) gegründetes, international bedeutendes Architekturbüro mit Sitz in Basel in der Schweiz.

## Leben und Werk
Jacques Herzog und Pierre de Meuron (ein Urenkel des Architekten Auguste de Meuron), die sich bereits seit der Primarschule in Basel kannten, studierten von 1970 bis 1975 Architektur an der ETH Zürich bei den Architekten Aldo Rossi, Luigi Snozzi und Dolf Schnebli. Nach dem Architekturdiplom gründeten sie im Jahr 1978 eine Bürogemeinschaft an der Rittergasse 19a in Basel. 1985 folgte die Umsiedlung des Standorts an die Rheinschanze 6 in Basel.
Seit 1999 waren Herzog und de Meuron zusammen in der Architekturlehre an der ETH Zürich tätig und hatten je eine halbe Professorenstelle inne. An der ETH riefen sie mit Roger Diener und Marcel Meili das Studio Basel, ein Institut für Stadtforschung, ins Leben; unterdessen sind Herzog und de Meuron emeritiert. Zuvor hatten Herzog und de Meuron bereits seit 1989 gemeinsam eine Gastprofessur an der Harvard University.
Ende 2022 erschien ein Artikel über die Nachfolgeregelung von Herzog & de Meuron, nach dem ein seit Jahren bestehender Aktionärsbindungsvertrag regelt, wie das Unternehmen Schritt für Schritt in die Hände der aktiven Partner übergeht. Herzog und de Meuron sind bis auf weiteres «Founding Partners», Adrian Keller leitet weiterhin das operative Geschäft als CEO. Mit der Umstrukturierung ist eine Erweiterung des Firmensitzes innerhalb von Basel verbunden; die Bauarbeiten für ein siebenstöckiges Architekturbürogebäude auf dem Dreispitzareal (westlich der Merian-Gärten) begannen 2023.

### Bürostandorte
Neben dem Hauptsitz in Basel unterhält die Firma sieben «Studios» in Berlin, Hongkong, London, München, New York City, Paris und San Francisco. Insgesamt beschäftigt die Firma rund 600 Mitarbeiterinnen und Mitarbeiter weltweit (Stand November 2022).

### Partner
Partner und enge Mitarbeiter des Büros Herzog & de Meuron sind u. a. (Stand November 2023): Christine Binswanger (* 1964), Olga Bolshanina, Simon Demeuse (* 1976), Santiago Espitia Berndt (* 1985), Martin Knüsel, Ascan Mergenthaler (* 1969), Stefan Marbach (* 1970), Jason Frantzen (* 1977), Andreas Fries (* 1976), Robert Hösl (* 1965), Steffen Riegas, Christoph Röttinger, Wim Walschap (* 1969) und Tobias Winkelmann.
Ehemalige Partner waren Harry Gugger (1991–2009), Michael Fischer (2016–2020) und Esther Zumsteg (2009–2023).
In mehreren Projekten arbeiteten Herzog & de Meuron mit Ai Weiwei zusammen: So etwa beim Bau des Nationalstadion Pekings für die Olympischen Sommerspiele 2008 oder dem fehlgeschlagenen Architekturprojekt Ordos 100, einer Wohnsiedlung in der Nähe der Stadt Ordos in der Inneren Mongolei. Dabei sollten 100 Villen von 100 Architekten aus 27 Ländern, ausgewählt von Herzog & de Meuron, entworfen werden.

## Bauprojekte (Auswahl)
Seit der Gründung 1978 haben Herzog & de Meuron verschiedene Projekte auf nationalem und internationalem Niveau realisiert. Das Dominus Weingut (1996–1998) im kalifornischen Napa Valley stellte dabei das erste aussereuropäische Projekt des Architekturbüros dar. Herzog & de Meuron verwendeten dabei Gabionen als gestalterisches Element bei Gebäudefassaden. Die Gabionen wurden als hinterlüftete Fassade angeordnet, zum Teil mit Glasbruch anstatt mit Bruchstein gefüllt, womit sie lichtdurchlässig wurden.
International bekannt wurden Herzog & de Meuron mit dem Umbau der Tate Gallery of Modern Art in London, deren Aussenraumgestaltung die Architekten – wie in vielen anderen Projekten – zusammen mit dem Zürcher Landschaftsarchitekten Dieter Kienast (1945–1998) entwickelten. Die Kunstgalerie wurde in die alte Bankside Powerstation, ein ehemaliges Ölkraftwerk, eingebaut und im Jahre 2000 eröffnet. Aufgrund des unerwartet grossen Besucheransturms wurde in den Jahren 2010 bis 2016 ein Erweiterungsbau errichtet. Zudem entwarfen Herzog und de Meuron die beiden Stadionbauten St. Jakob-Park in Basel (2001) und Allianz Arena in München (2005). Für die Olympischen Spiele 2008 planten und bauten sie das Nationalstadion in Peking. Sie befassten sich ebenso mit der Planung eines grossen, neuen Stadtteils in derselben Stadt (der Tree Village Campus), um neue Akzente in die gleichförmige chinesische Städtebau-Architektur zu bringen. Wie beim Stadionbau wurde versucht, Geschichte, Tradition und heutige Ansprüche miteinander zu vereinen und in die Bauten einfliessen zu lassen. Das Städtebauprojekt stiess bei Fachleuten auf Begeisterung, weil es eine Identifizierung seiner Bewohner mit ihrem Stadtteil versprach.
Ihre Arbeit in der Volksrepublik China löste eine Welle an Kritik aus. Chinesische Fachleute werfen den Architekten «Effekthascherei» und «einen Missbrauch Chinas als Experimentierfeld» vor, während Menschenrechtler die Zusammenarbeit mit China aufgrund der Menschenrechtsverletzungen durch das Regime kritisieren. Ein weiterer Kritikpunkt sind die hohen Kosten der Bauprojekte.
Im Jahr 2005 stimmte der Hamburger Senat dem Bau der Elbphilharmonie zu. Oberhalb des Kaispeichers A in der Elbe ist eine mächtige Glaswelle entstanden, die unter anderem drei Konzertsäle, ein Tagungszentrum, Wohnungen und ein Hotel beherbergt; der Raum hinter der Fassade des alten Speichers wird unter anderem als Parkhaus genutzt. Ähnlich wie bei der Tate Modern entstand durch Aus- und Umbau eines alten Gebäudes ein neues. Die Elbphilharmonie wurde teilweise schon während der Bauzeit zum neuen Wahrzeichen der Hansestadt hochstilisiert. Auch hier werden Herzog und de Meuron laut Untersuchungsbericht für die stark gestiegenen Kosten als mitverantwortlich bezeichnet, z. B. wegen mehrfach nicht eingehaltener Fristen.
Für den Pharmaziekonzern Roche entwarfen Herzog & de Meuron in Basel ein Hochhaus von 154 Metern. Dessen Gebäudeform sollte an die Doppelhelix erinnern. Das Projekt wurde von Roche zurückgezogen. Ein neuer Entwurf für das Bürogebäude, das nunmehr 178 Meter erreichen sollte, wurde am 17. Dezember 2009 von Roche bekanntgegeben. Dieser sogenannte Roche-Turm, ebenfalls von Herzog & de Meuron entworfen, wurde 2015 fertiggestellt. Es war vor dem Prime Tower in Zürich das höchste Hochhaus der Schweiz. Ein zweiter, 205 Meter hoher Roche-Turm wurde seit 2017 erbaut und im September 2022 fertiggestellt. Auch der Entwurf für diesen Turm stammt von Herzog & de Meuron. Ende 2020 wurde bekannt, dass statt «drei kleinerer Büroturme mit max. 130 Metern Höhe, Roche mit einem neuen einzelnen Turm liebäugelt». Bereits in der Planung war das Hochhausprojekt umstritten. Nicht nur wegen der städtebaulichen Auswirkungen, sondern auch aus denkmalpflegerischen Gründen und nicht zuletzt weil der gewaltige Hochhauskomplex mit dem dritten Roche-Turm als visuelle Machtdemonstration des weltgrössten Pharmakonzerns empfunden wird.
Im Februar 2020 wurde ein Vorprojekt der ersten Autobahnkirche der Schweiz bei Andeer vorgestellt. Es orientiert sich äusserlich an den mittelalterlichen Wegkapellen und verbirgt die weit grösseren drei geplanten Räume unter dem Boden. Diese Kirche war der erste Kirchenentwurf des Architekturbüros, welcher realisiert wurde (frühere Projekte – wie ein Sakralbau für die Griechisch-Orthodoxe Kirche in Zürich – wurden nicht realisiert). Man habe «nach einer Architektur gesucht, welche die sinnliche Wahrnehmung des Menschen schärfe» und zwar «Im Bezug auf den Ort, die Natur und sich selbst», so Jacques Herzog.

### Fertiggestellte Bauten

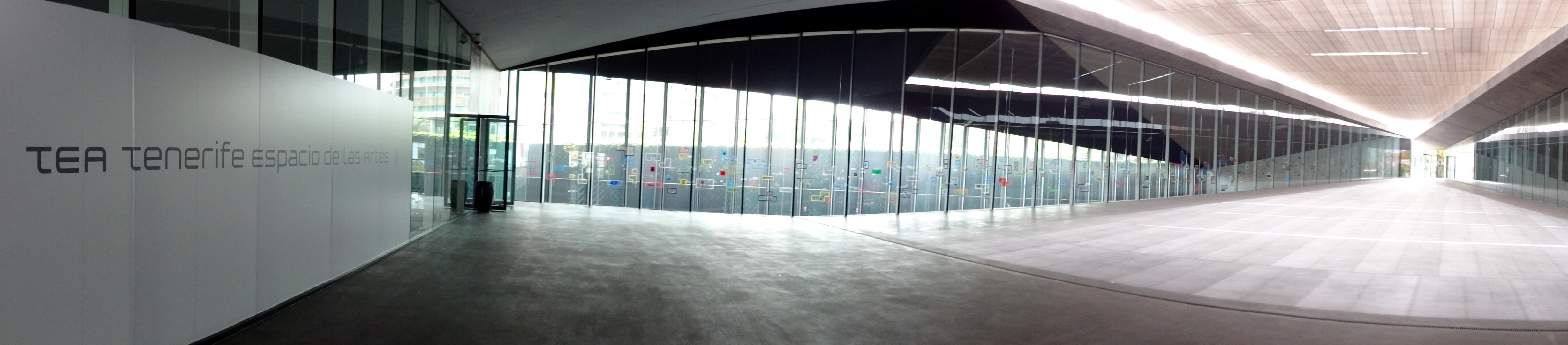
Tenerife Espacio de las Artes Santa Cruz de Tenerife, 2007

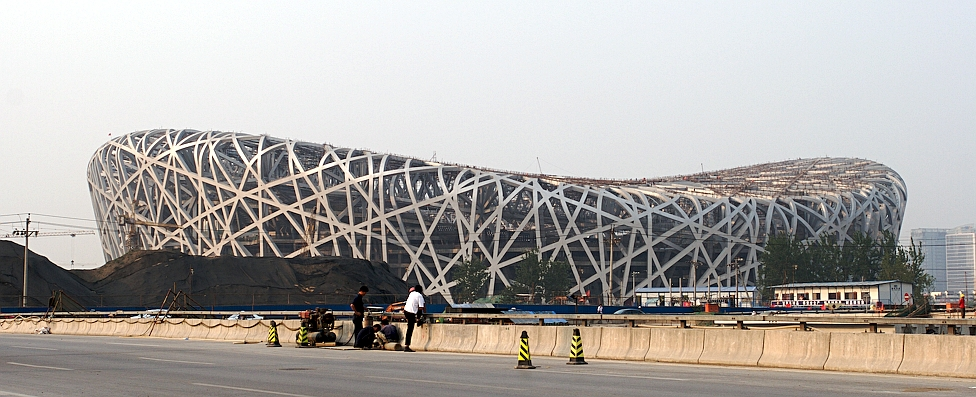
Nationalstadion Peking, 2003–2007

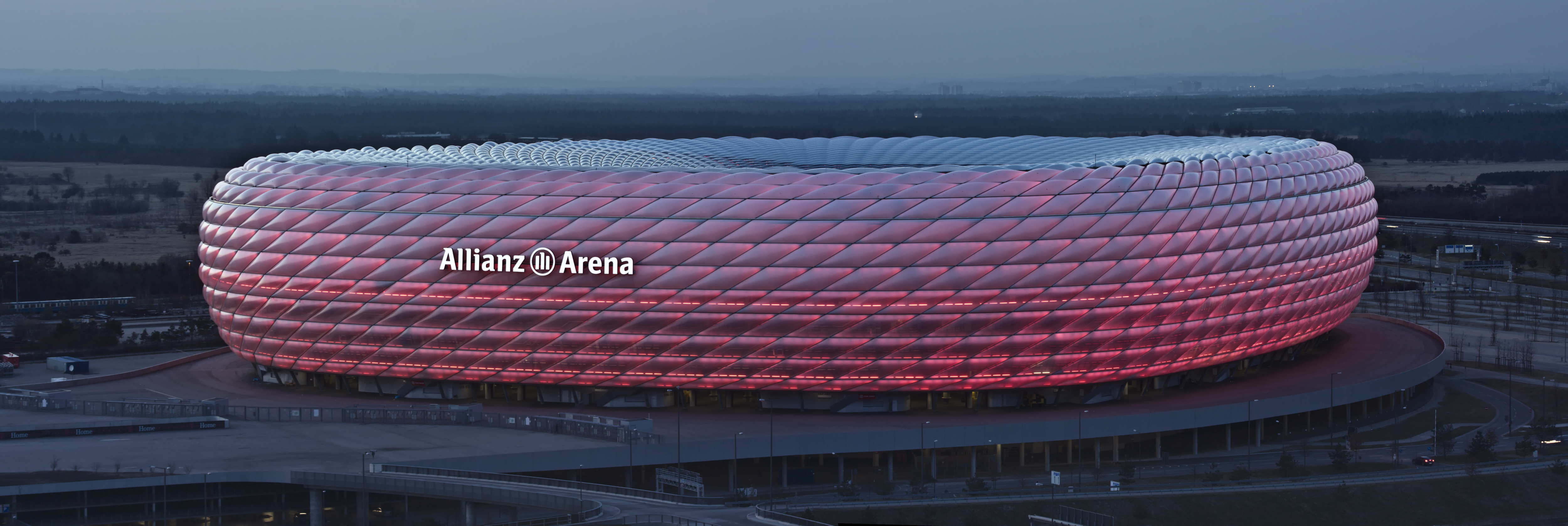
Allianz Arena in München, 2002–2005

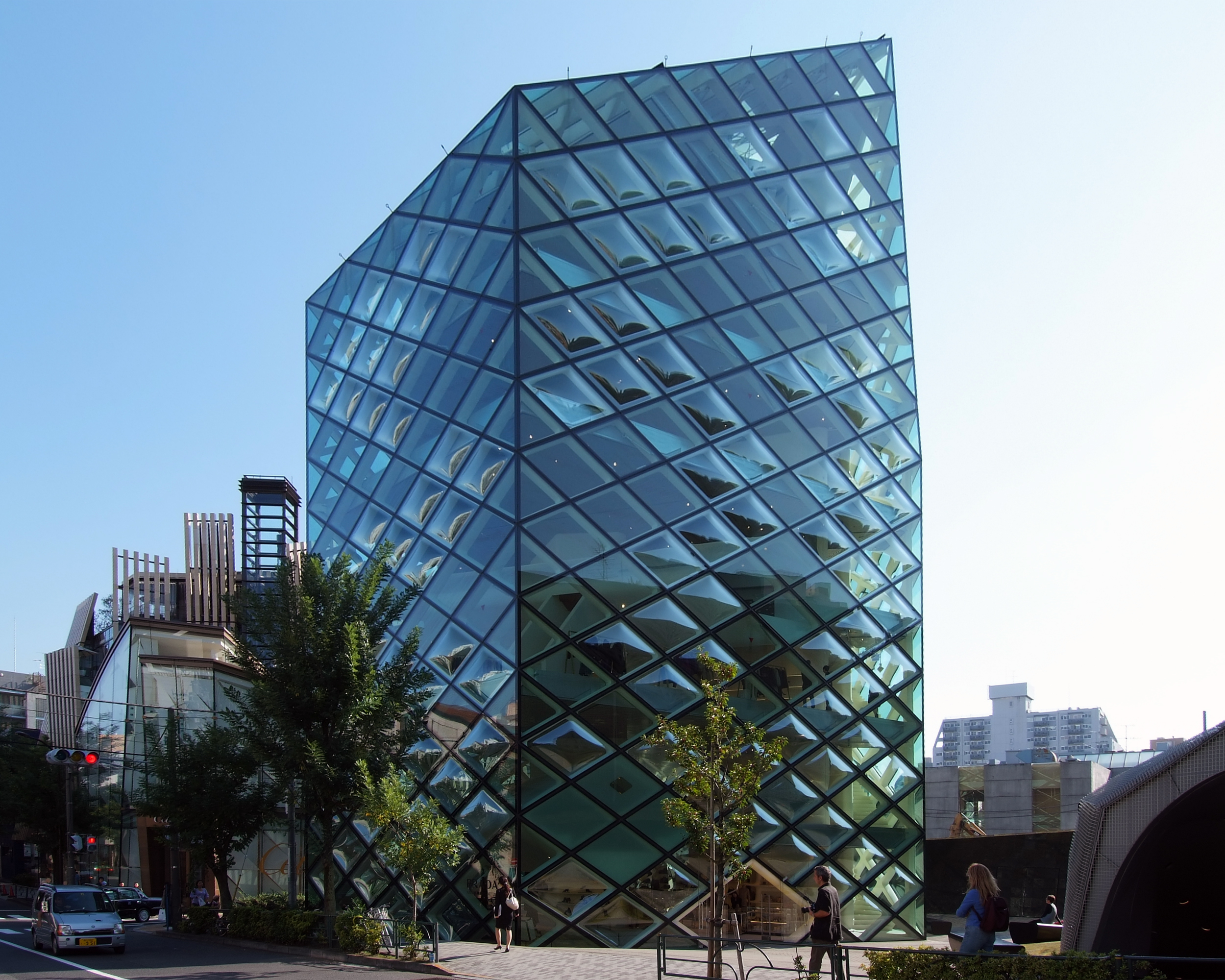
Prada Aoyama Epicenter, Tokio, 2001–2003

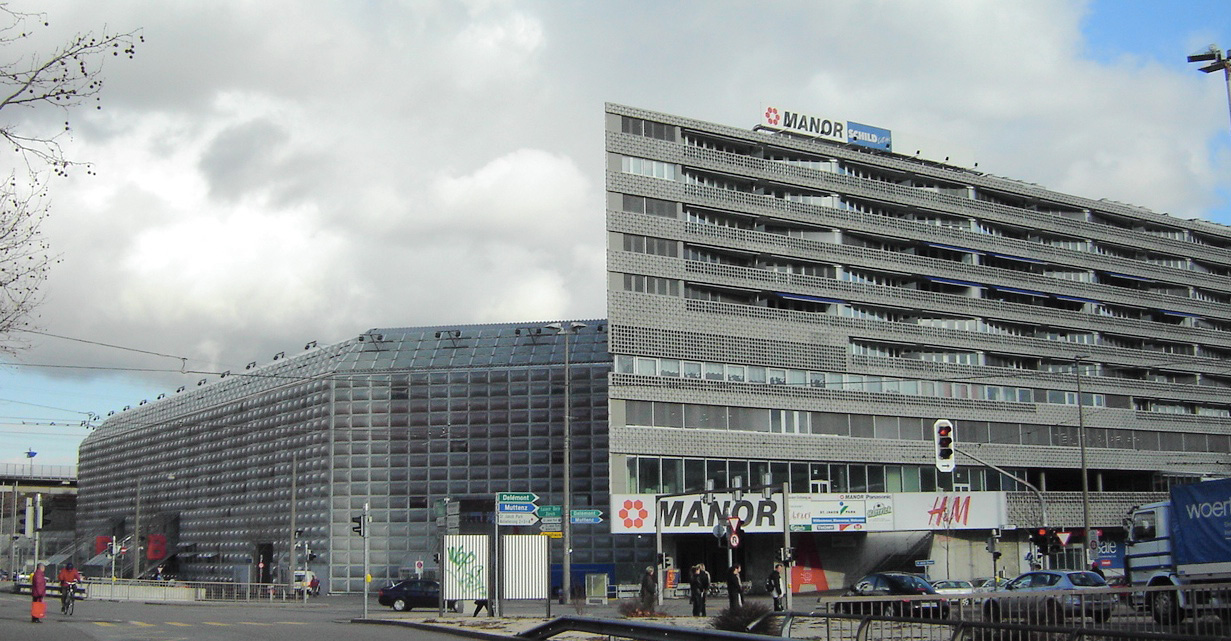
St. Jakob-Park, Fussballstadion in Basel (2001)

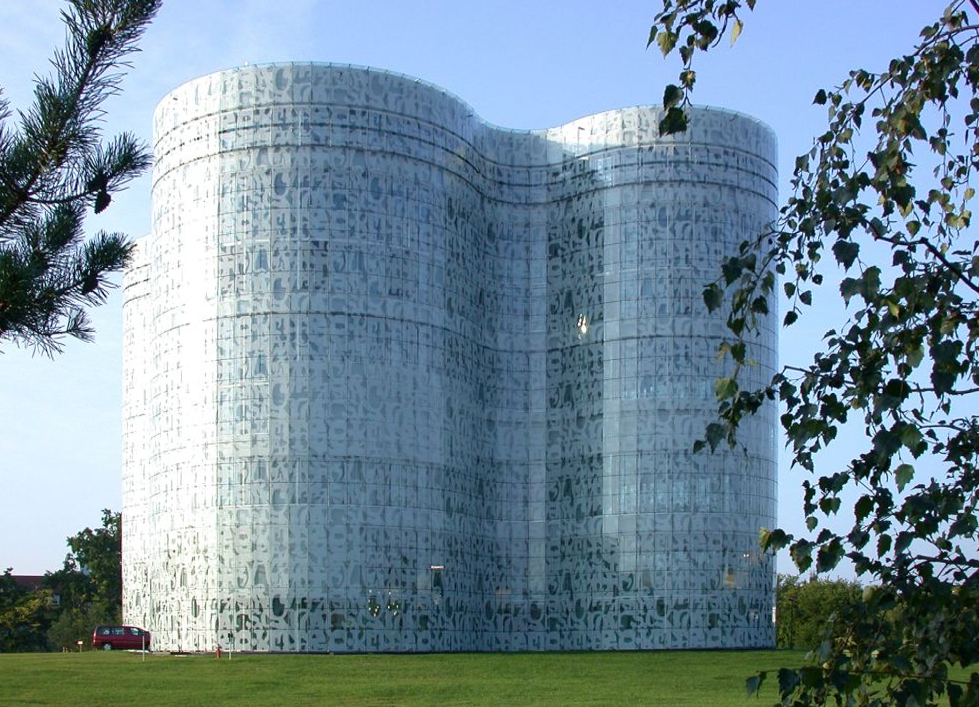
IKMZ in Cottbus (2004)

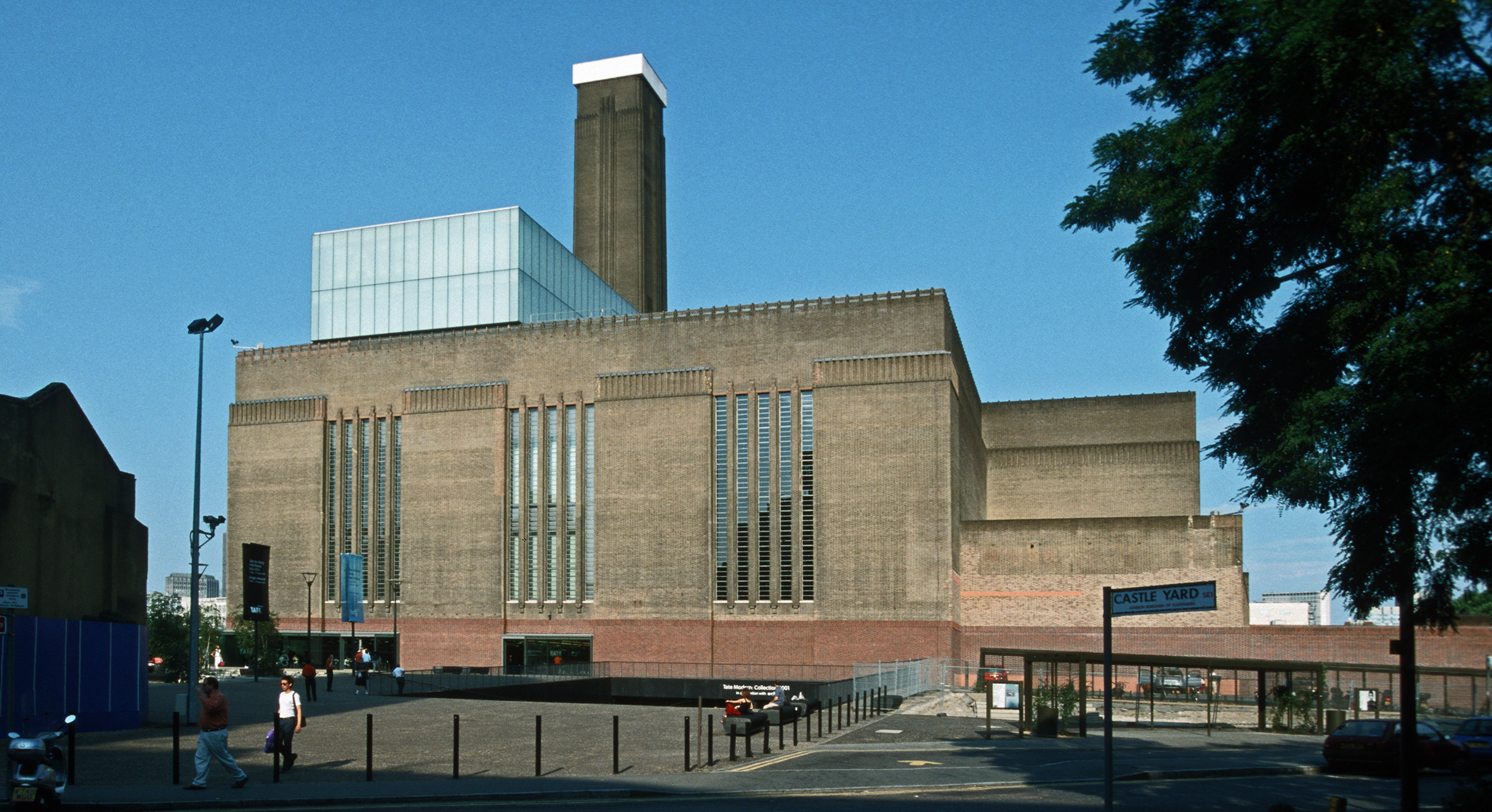
Erweiterung der Tate Gallery – Tate Gallery of Modern Art, London; 1995–1999

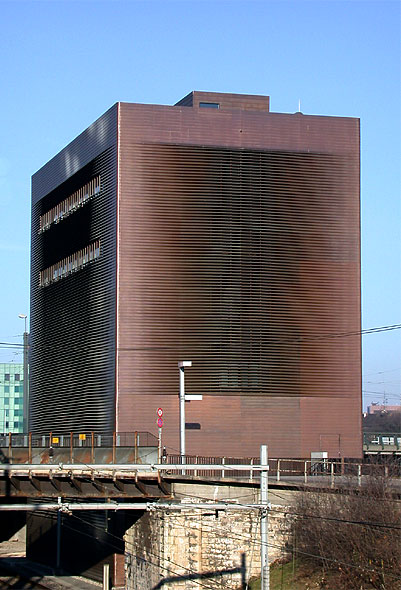
Zentrales Stellwerk der SBB Basel (1994–1998)

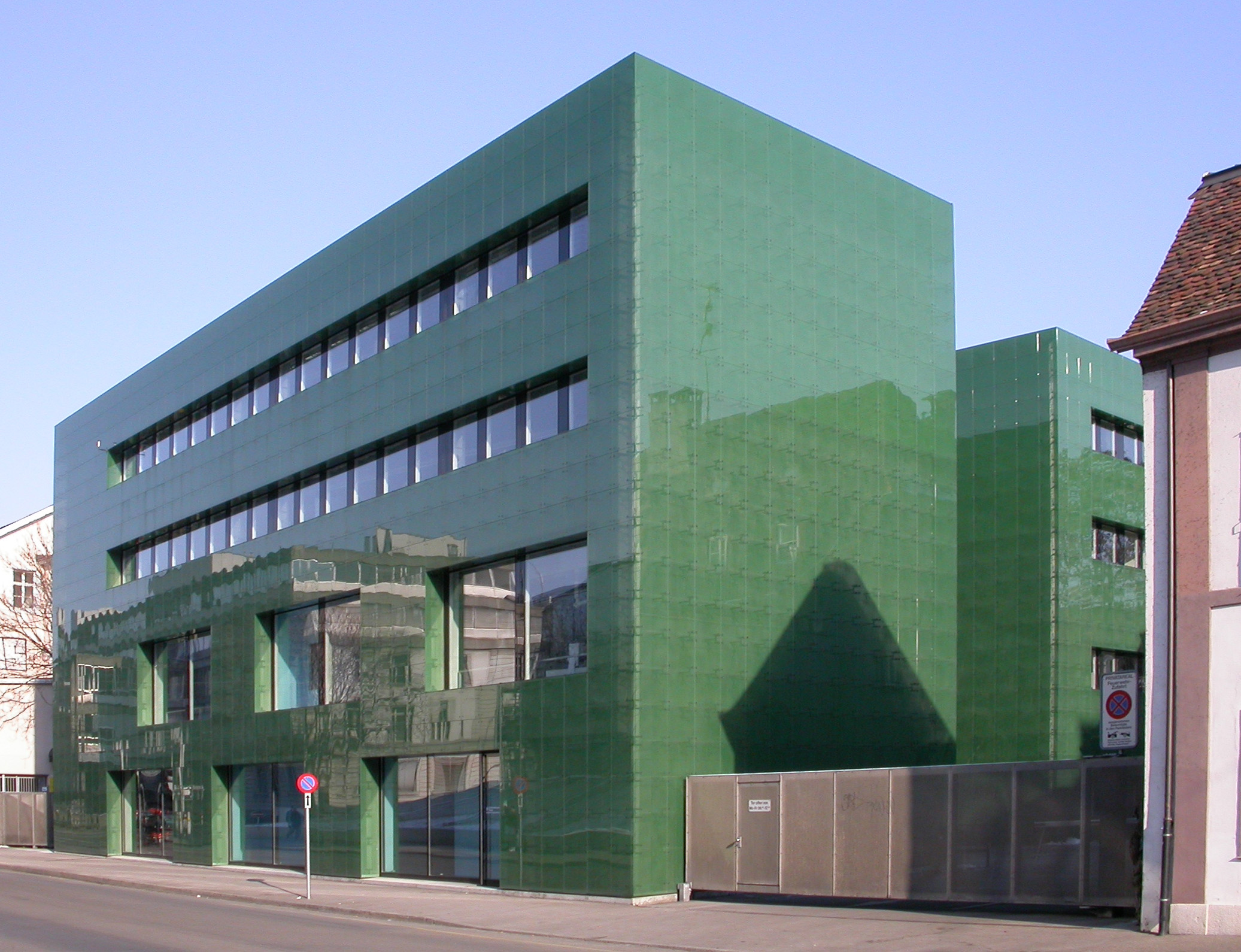
ICT und Apotheke des Universitätsspitals, Basel (1995–1997)

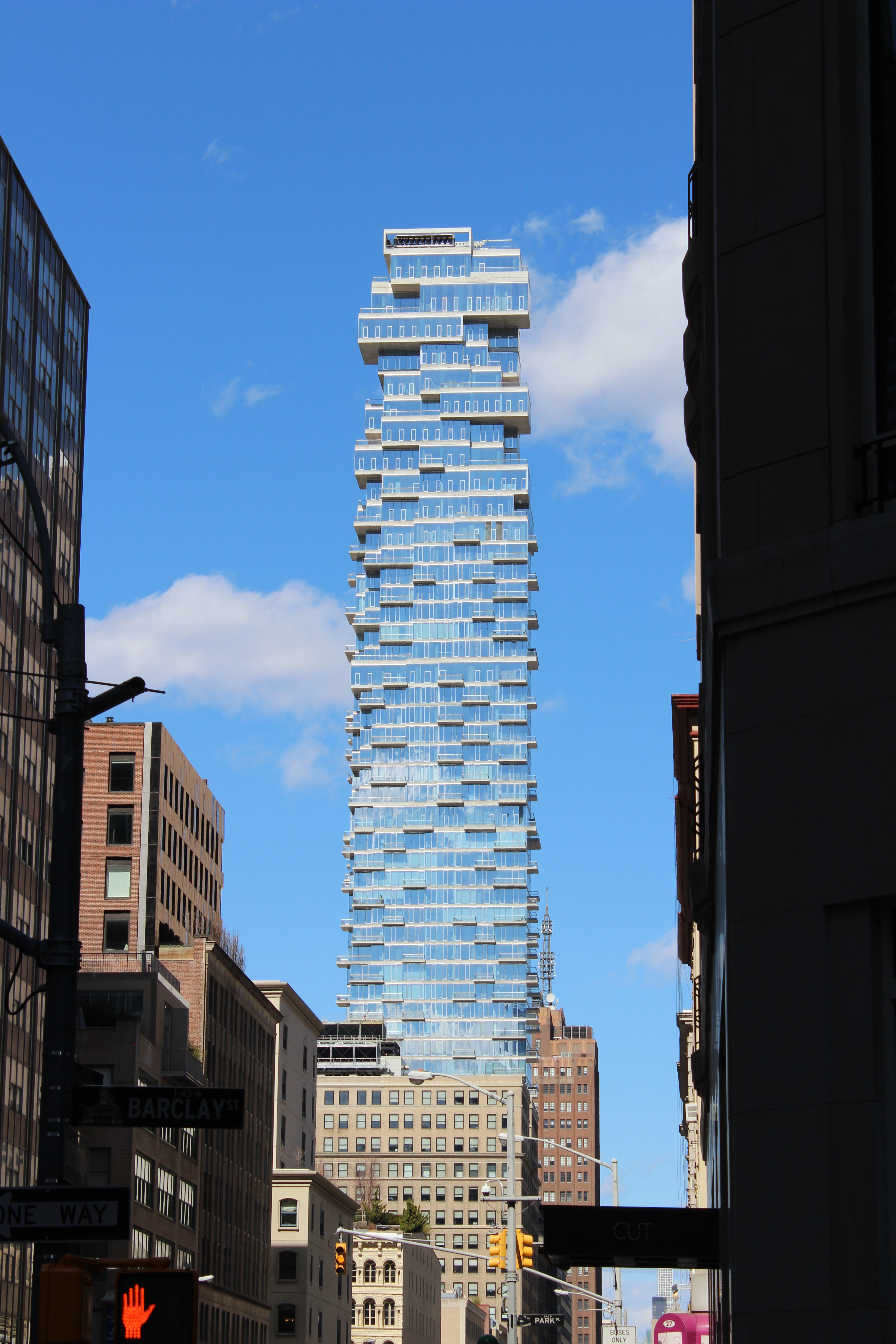
56 Leonard Street, New York

- Campus der Helvetia AG, Basel; 2013–2024
- Israelische Nationalbibliothek, Jerusalem; 2013–2023
- Hauptsitz Christoph Merian Stiftung, Basel; 2018–2023
- Powerhouse Arts, Brooklyn NY; 2016–2022
- Meret Oppenheim Hochhaus; 2016–2019
- 160 Leroy Street, Wohnhochhaus im West Village, –2017
- Museum M+, West Kowloon Cultural District, Hongkong, 2013–2017[50]
- Arena do Morro, Mãe Luiza, Natal, Brasilien; 2011–2012
- Elbphilharmonie, Hamburg, 2007–2017
- Vitra Schaudepot auf dem Vitra Campus, Weil am Rhein, 2016
- Restaurant und Bergstation auf dem Chäserrugg (2262 m), Wildhaus-Alt St. Johann, 2015; ausgezeichnet mit dem Architekturpreis Hase in Bronze 2015
- Seilbahnstationen der Stöfelibahn, Wildhaus-Alt St. Johann, 2015
- Roche-Turm (Bau 1), Basel, 2012–2015
- Blavatnik School of Government, Universität Oxford, Oxford, England
- Erweiterungsbau des Unterlinden-Museums, Colmar, 2011–2015
- Ausbau Stadtcasino Basel; 2012–2020
- Naturbad Riehen bei Basel, Entwurf 2007/08, Ausführung 2010–2014[51]
- Parrish Art Museum, Water Mill, Long Island, New York 2012[52]
- 1111 Lincoln Road, Parkhaus mit Geschäften und Wohnungen, Miami Beach, 2010
- Erweiterungsbau des Museums Küppersmühle für Moderne Kunst, Duisburg, 2009–2010
- 56 Leonard Street, New York City, 2008–2016 (Bau war bis 2012 unterbrochen)
- Südpark, Basel, 2008–2012
- 40 Bond Street, New York City, 2008
- Actelion Headquarters, Allschwil, 2007–2010
- VitraHaus auf dem Vitra Campus, Weil am Rhein, 2007–2009
- Plaza de España, Santa Cruz de Tenerife, 2006–2007
- Instituto Óscar Domínguez de Arte y Cultura Contemporánea, Santa Cruz de Tenerife, 2007
- Miami Art Museum, Miami, 2006–2010
- Neue Messehalle, Basel, 2006–2013
- Tate Gallery of Modern Art, Anbau, London, 2005–2011
- Astoria Kongresshotel, Luzern, 2005
- St. Jakob-Turm, Basel, im Zuge der Erweiterung des St. Jakob-Parks, 2005–2008
- St. Jakob-Park, Basel, 1998–2001, Ausbau für die Euro 2008, 2006–2007
- Nationalstadion für die Olympischen Sommerspiele 2008, Peking, 2003–2007 (siehe auch den Dokumentarfilm Bird’s Nest – Herzog & de Meuron in China)
- Neubau REHAB, Basel, 2002
- CaixaForum, Madrid, 2001–2007
- Allianz Arena, München; 2002–2005
- Prada Aoyama Epicenter, Tokio, 2001–2003
- Erweiterungsbau des Aargauer Kunsthauses, Aarau; 2001–2003 & 2022–2023
- Forum 2004, Barcelona, 2000–2004
- Geschäftshaus Elsässertor, Basel, 2000–2004
- De Young Museum, Golden Gate Park, San Francisco, 1999–2005
- Walker Art Center, Minneapolis, 1999–2005
- Informations-, Kommunikations- und Medienzentrum an der BTU-Cottbus, Cottbus, 1998–2004
- Laban Dance Centre, Deptford Creek, London, 2003
- Schaulager, Münchenstein (bei Basel), 2003
- Museum Küppersmühle für Moderne Kunst – Sammlung Grothe, Duisburg; 2000
- Hauptsitz Gruppe Helvetia Versicherungen, St. Gallen, 2002
- Kunsthalle in den Fünf Höfen, München; 2000–2001
- Verwaltungsgebäude Ricola AG, Laufen BL; 2000
- Kramlich Residenz und Media Sammlung, Oakville; 1999–2003
- Haus Rudin, Leymen; 1997–1998
- Büro- & Wohngebäude in der Herrnstr., München; 1996–2000
- Kunstkiste-Museum für die Grothe Sammlung, Bonn; 1996
- Erweiterung der Tate Gallery – Tate Gallery of Modern Art, London; 1995–1999
- Dominus Weingut im Napa Valley, Yountville; 1995–1997
- Studio Rémy Zaugg, Mülhausen; 1995–1997
- Haus Lüscher-Rasi, Arlesheim; 1995
- Haus und Garten der Familie L., Schweiz; 1995
- Apotheke des Kantonsspitals, Basel; 1995–1997
- Wohngebäude in der Rue des Suisses, Paris; 1995–1996
- Zentrales Stellwerk, Basel; 1994–1998
- Hypo-Bank Junghofstr., Büro- und Geschäftshaus, Frankfurt am Main; 1994–1995
- Roche Forschungszentrum, Basel; 1994–1997
- Cartoonmuseum Basel; 1994–1996
- Städtebauliche und landschaftliche Sanierung Neustädter Feld, Magdeburg; 1994
- Fabrikationsgebäude für Ricola Europe SA, Brunstatt; 1993–1994
- Bibliothek der Technischen Universität Cottbus, Cottbus; 1993–2005
- Bibliothek der Fachhochschule Eberswalde, Eberswalde; 1993–1996
- Koechlin Haus, Riehen; 1993–1994
- Stellwerk 4 Auf dem Wolf, Basel; 1992–1995
- Novartis Laboratorium, Basel; 1992–1993
- Wohn- und Geschäftshaus Schützenmattstrasse, Basel; 1992–1993
- Geschäftshaus und Warenumschlag Elsässertor, Basel; 1990–1995
- Studentenwohnheim Antipodes I, Dijon; 1990–1992
- mit Josef Peter Meier-Scupin: Sammlung Goetz, München; 1989–1992
- Sportanlagen Pfaffenholz, Saint-Louis; 1989–1993
- Lokomotivdepot Auf dem Wolf, Basel; 1988–1996
- Umbau und Erweiterung des SUVA-Haus, Basel; 1988–1993
- Lagerhaus der Ricola AG, Laufen; 1986–1991
- Siedlung Pilotengasse in Wien-Aspern, Wien-Bezirk 22; 1986–1991
- Wohn- und Geschäftshaus Schwitter, Basel; 1985–1988
- Haus für einen Kunstsammler (Haus Hans-Peter & Margrit Vögtlin-König), Therwil; 1985–1986[53]
- Wohnhaus im Hof, Hebelstrasse, Basel; 1984–1988
- Sperrholz-Haus, Bottmingen; 1984–1985
- Haus für einen Tierarzt, Dagmersellen; 1983–1984
- Steinhaus (Casa de Piedra), Tavole; 1982–1988
- Ausstellungsraum Klingental, Basel; 1981
- Photostudio Frei, Weil am Rhein; 1981–1982
- Blaues Haus, Oberwil; 1979–1980[54][55][56]

### Laufende Projekte
- Hortus, Allschwil, Schweiz
- Kinderspital Zürich, Schweiz
- New North Zealand Hospital, Hillerød, Dänemark
- Vancouver Art Gallery, Vancouver, Kanada
- Paketposthalle, München, Deutschland
- Autobahnkirche, Andeer, Schweiz
- Memphis Art Museum, Tennessee, USA
- UCSF Helen Diller Medical Center, San Francisco, Kalifornien, USA
- Neubau für das Museum der Moderne, Berlin
- Neue Bergstation auf dem Titlis
- Neubau «FORUM UZH» für die Universität Zürich
- Renovation UBS-Gebäude am Paradeplatz 6 in Zürich (2022–2027)

### Nicht ausgeführte Entwürfe
- Bibliothek Université de Jussieu, Paris; 1992

## Preise
- 1993: Deutscher Kritikerpreis
- 2001: Pritzker-Preis[57]
- 2006: British Design Award des Royal Institute of British Architects
- 2007: Praemium Imperiale
- 2007: Große Nike für Informations-, Kommunikations- und Medienzentrum Cottbus
- 2018: Architektur- und Ingenieurpreis erdbebensicheres Bauen für Roche-Turm (Bau 1), Basel[58][59][60]

## Nicht-architektonische Projekte
Für die Premiere im April 2006 gestalteten Herzog & de Meuron das Bühnenbild zur Neuinszenierung der Wagner-Oper Tristan und Isolde an der Berliner Staatsoper Unter den Linden.
Herzog & de Meuron entwarfen auch Leuchten und Möbel, so beispielsweise die «Corker Hocker».

## Jacques Herzog und Pierre de Meuron Kabinett
Jacques Herzog und Pierre de Meuron gründeten 2015 als gemeinnützige Basler Stiftung das «Jacques Herzog und Pierre de Meuron Kabinett». Die Stiftung bezweckt den Aufbau und die Pflege des Architekturfundus von Herzog & de Meuron sowie u. a. die Verwertung der Urheberrechte und die Herausgabe und Verbreitung von Publikationen und die Pflege des architektonischen Nachlasses. 2015 übernahm die Stiftung auch den Bestand der Photosammlung Ruth und Peter Herzog unter unverändertem Namen, um deren rund 500'000 Fotografien zur Geschichte des Menschen in der Industriegesellschaft zu erhalten sowie dem Fachpublikum für Forschung und zu Publikationszwecken zugänglich zu machen.

## Interviews
- Deyan Sudjic (2023): «Injecting Complexity, Herzog & de Meuron in Basel». In: Dan Crowe (Hrsg.): #PORT Magazine. 23. November, Port Publishing, London, S. 110–121.
- Peer Teuwsen (Interview mit Jacques Herzog und Pierre de Meuron): «Schönheit muss man sich erkämpfen». In: Neue Zürcher Zeitung, 12. November 2023, S. 62 (Digitalisat auf magazin.nzz.ch).
- Finn Canonica: «Ohne Mauer gäbe es keine menschliche Zivilisation.» Ein Gespräch mit dem Architekten Jacques Herzog. In: Finn Canonica, Bruno Ziauddin (Hrsg.): Supplement. Das Magazin. Band 17, Zurich, Tamedia, 25. April 2015, S. 12–23 (Abschrift auf herzogdemeuron.com).
- Sabine von Fischer (Interview): Jacques Herzog: «Ich kenne kein anderes solches Hochhaus, nicht einmal in Manhattan.» Auf nzz.ch, 25. September 2019.
- Urs Gredig (Interview): Gredig direkt mit Jacques Herzog, auf srf.ch, 26. Januar 2023 (Video, schweizerdeutsch).
- Studio Banana TV (Interview mit Jacques Herzog): Herzog & de Meuron, auf YouTube, 2011 (englisch, 3:45 min).
- Lukas Gruntz (Interview): Jacques Herzog: «Vielleicht entsteht im nicht-demokratischen Kontext mehr Schönheit». Auf architektkturbasel.ch, 11. Januar 2020.